# Wan Waithayakon
Wan Waithayakon (título completo: Sua Alteza Real, o Príncipe Vanna Vaidhayakara, o Príncipe Naradhip Bongsprabandh; Bangkok, 25 de agosto de 1891-Bangkok, 5 de setembro de 1976) foi um príncipe e diplomata tailandês. Foi ministro das Relações Externas e representante permanente da Tailândia na Organização das Nações Unidas. Foi Presidente da Assembleia Geral das Nações Unidas em 1956.

## Biografia
Era neto do rei Mongkut (Rama IV). Estudou na Escola Suan Kularb e em Rajvidyalai (colégio real) antes de continuar estudos no Reino Unido, onde se graduou em história pelo Balliol College da Universidade de Oxford. Também estudou no Instituto de Estudos Políticos de Paris.
Iniciou a sua carreira como oficial de serviço estrangeiro em 1917. Foi nomeado conselheiro do seu primo, o Rei Vajiravudh, em 1922. Em 1924, foi nomeado subsecretário dos Negócios Estrangeiros, sendo responsável pela negociação de várias alterações aos tratados políticos e comerciais com as potências ocidentais.

Foi enviado para a Europa em 1926 como ministro acreditado no Reino Unido, Países Baixos e Bélgica. Durante esse período, foi também chefe da delegação tailandesa na Liga das Nações, sendo também membro, vice-presidente e presidente de várias comissões. Regressou à Tailândia em 1930 para aceitar uma oferta de docência na Faculdade de Artes da Universidade Chulalongkorn.
Posteriormente, participou em negociações com o Japão em 1943 durante a Segunda Guerra Mundial, representando a Tailândia na Conferência da Ásia Oriental. Representou também o seu país no conselho da Organização do Tratado do Sudeste Asiático, na Conferência de Bandung (onde foi eleito relator), e nas negociações que levaram à admissão da Tailândia na Organização das Nações Unidas.
Em 1947, foi nomeado embaixador dos Estados Unidos e simultaneamente foi embaixador nas Nações Unidas. Em 1956, foi presidente da décima primeira sessão da Assembleia Geral das Nações Unidas. Foi também ministro dos Negócios Estrangeiros da Tailândia entre 1952 e 1958.
Falava várias línguas como inglês, pali e sânscrito. Cunhou palavras tailandesas do inglês, como prachathipatai (democracia), ratthathammanoon (constituição), thanakarn (banco) e songkram (guerra), que têm sido usados desde então. O seu domínio de línguas levou-o a ser presidente da Real Sociedade da Tailândia, que regula a língua tailandesa. É considerado um dos pais fundadores da crítica filológica textual na Tailândia.
Morreu em 1976, aos 85 anos.